# 안 파리요
안 파리요(Anne Parillaud, 프랑스어 발음: [an paʁijo], 1960년 5월 6일 ~ )는 프랑스의 배우이다. 《니키타》(1990)로 제16회 세자르상 여우주연상을 수상했다.

## 출연 작품
- 병영의 호텔 (1978, L'Hôtel de la plage)
- 바람난 계집애들 (1980)
- 형사 이야기 (1981, Pour la peau d'un flic)
- 최후의 방어선 (1983, Le Battant)
- Che ora è (1989)
- 니키타 (1990)
- 미녀 드라큐라 (1992)
- 내 마음의 지도 (1992)
- 식스 데이 식스 나잇 (1994, À la folie)
- 프랭키 스타라이트 (1995)
- 데드 걸 (1996)
- 아이언 마스크 (1998)
- 섀터드 이미지 (1998)
- 모두를 위한 하나 (1999, Une pour toutes)
- 섹스 이즈 코메디 (2002)
- 약속의 땅 (2004, Terre promise)
- Tout pour plaire (2005)
- 아이들에게 허락을 맡아 (2007, Demandez la permission aux enfants)
- 미스트리스 (2007, Une vieille maîtresse)
- Dans ton sommeil (2010)